# 二王廟 (臺灣)
23°01′10″N 120°14′51″E / 23.01941°N 120.24746°E

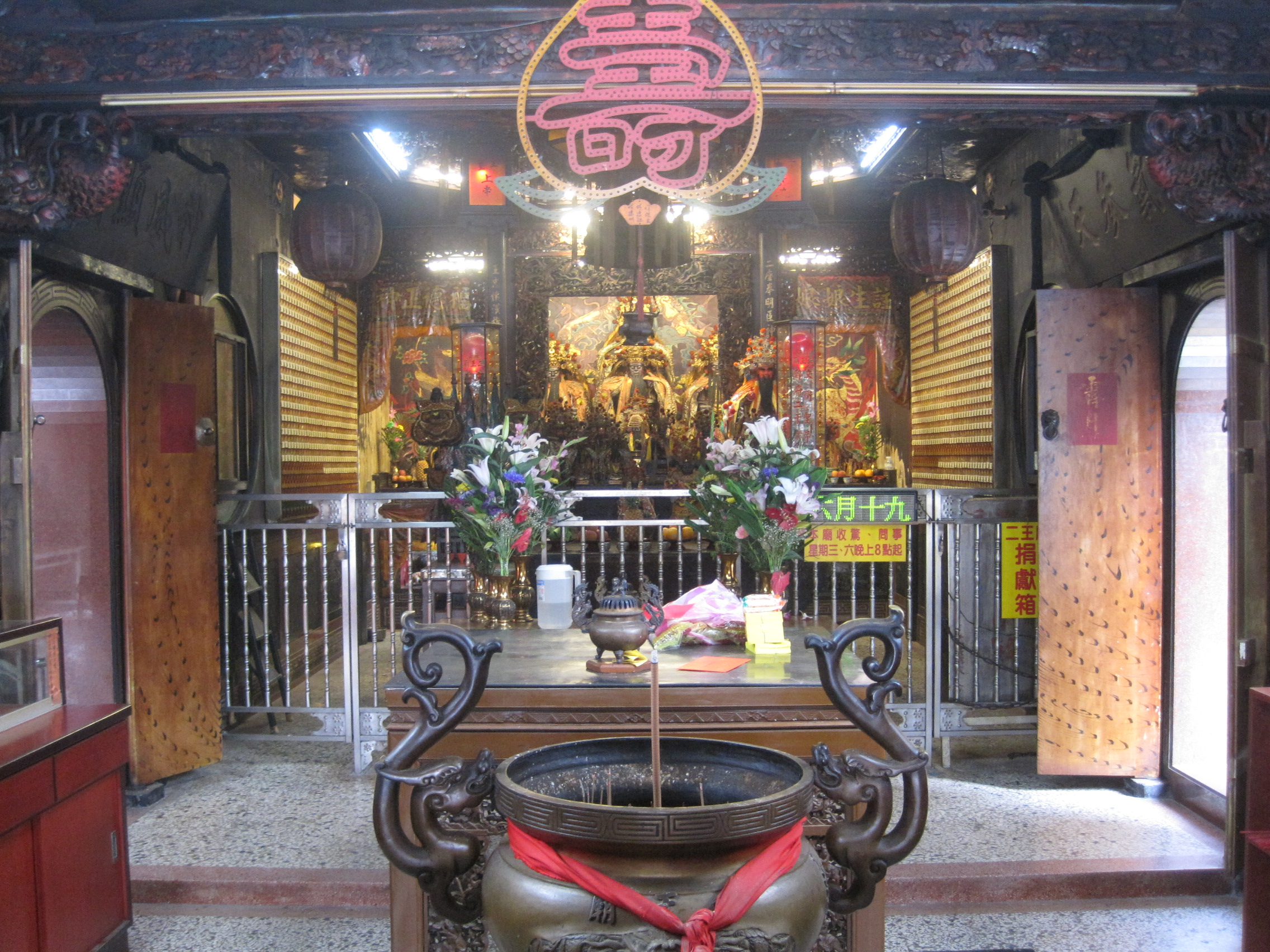
永康二王廟正殿

二王廟位於臺灣臺南市永康區，主祀鄭府二王爺，目前多認為該神祇即是鄭經，是全臺灣唯一主祀鄭經的廟宇。其廟名有時會冠上所在地地名，而稱永康二王廟、網寮二王廟、甲內二王廟等等。該廟原本在「二王崙」上，在清中葉是永康上中里的境主廟，但隨著各庄頭各自建廟或廢庄，變成單純的庄廟，於二次大戰後遷到今址。

## 沿革

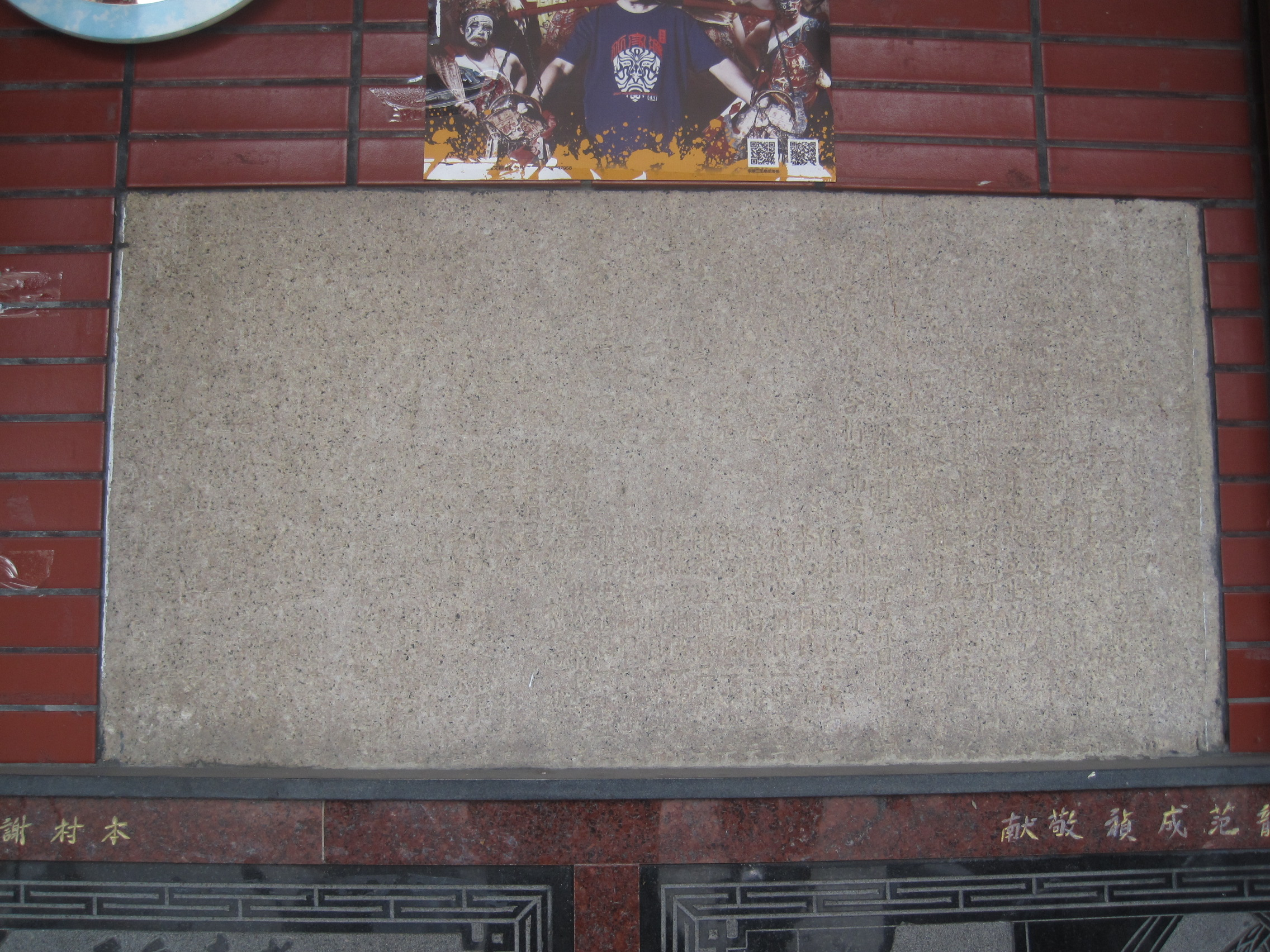
重修二王廟碑記（位於廟左）

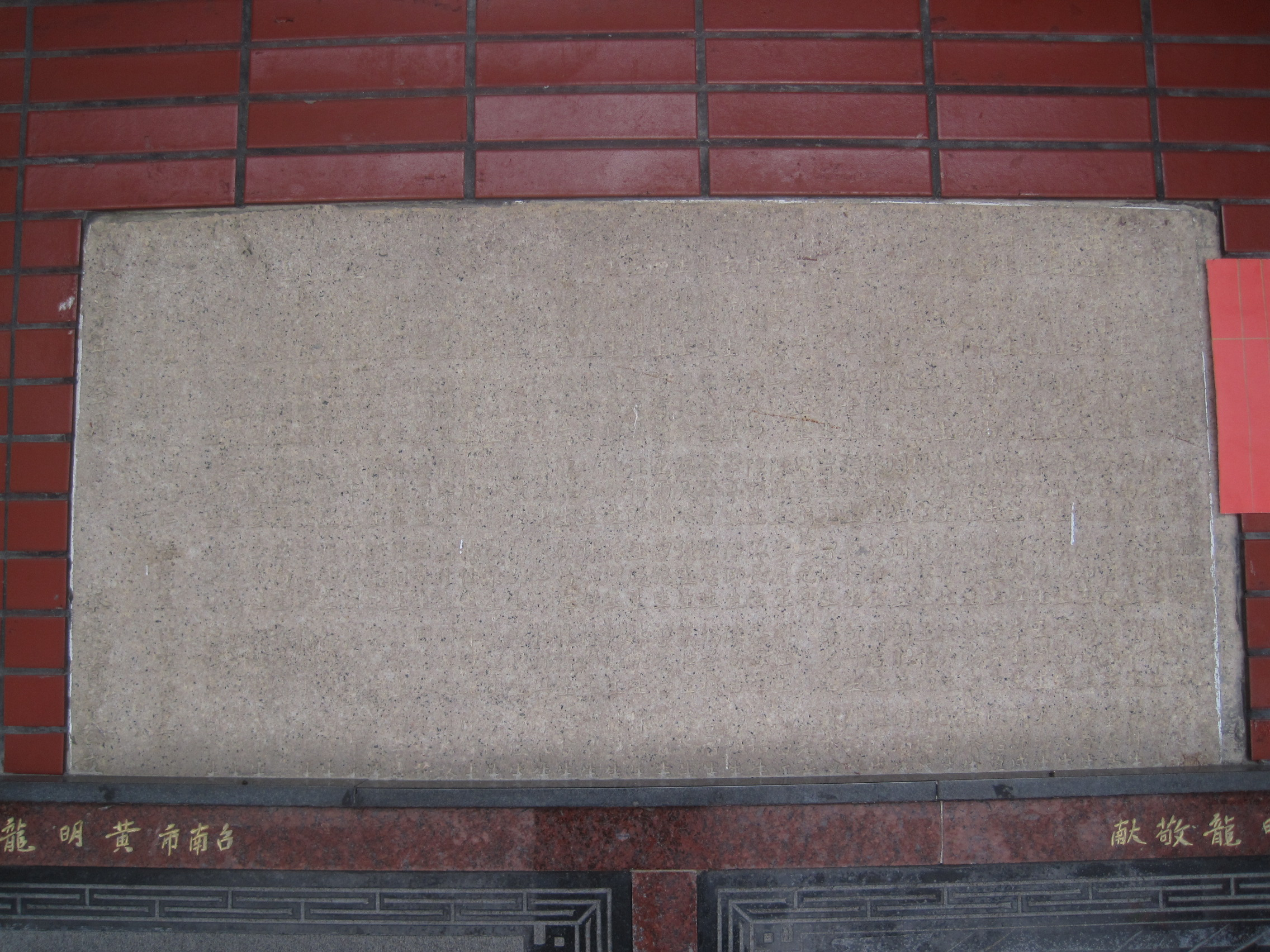
重修二王廟碑記（位於廟右）

### 立廟由來
據說二王廟前身為一小祠，於鄭經於二王崙墜馬逝世後建立。康熙四十一年（1702年），當地仕紳李文奇等人捐資蓋廟，於該年十二月廿六日（1703年2月11日）開工，次年三月建成（1703年4、5月）。
二王廟之由來除了紀念鄭經的說法之外，還有紀念鄭成功之弟的說法。此外除了永康二王崙有二王廟之外，根據蔣毓英《臺灣府志》（1685年）的記載，在府城東安坊也有二王廟。

### 發展

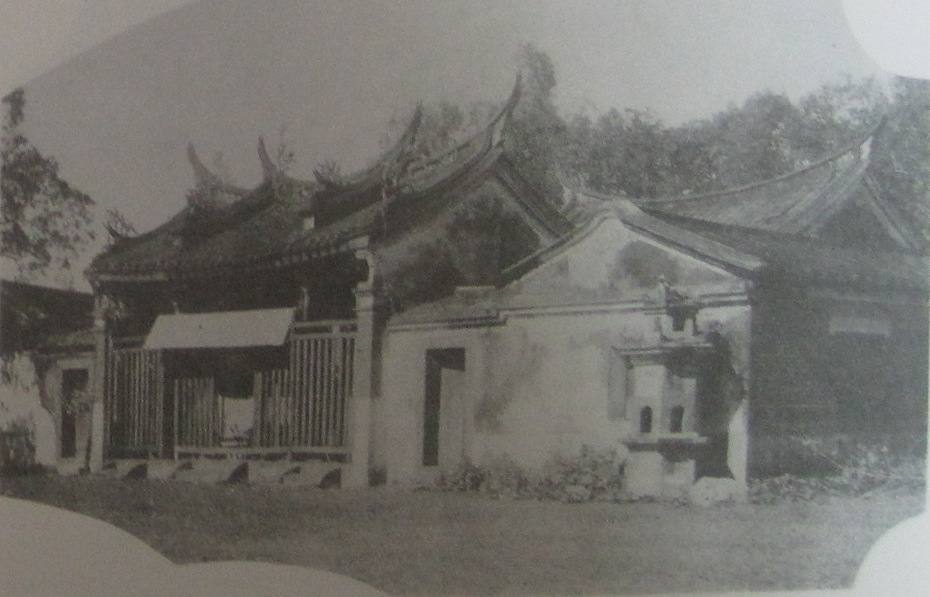
日治時期的二王廟

據《欽定平定臺灣紀略》記載，林爽文事件時，閩浙總督常青駐節在後甲關帝廳，而乾隆五十二年（1787年）有林爽文勢力從南潭、蔦松等處前來，清軍乃前往「二王宮廟」與之交戰。據說為避免二王廟被發現是崇祀鄭經，乃在該年（1787年）聽從土虱堀王志遠的建議，增祀關聖帝君（據說分靈自後甲關帝廳）。咸豐二年（1852年），董事陳邦基等人重修，咸豐七年（1857年）落成，立有〈重修二王廟碑記〉二石碑為記。
到了日治時期，二王廟在明治卅七年（1904年）於董願、張媽喜、謝義、沈海、陳可、戴東等信徒募款下再次重修。大正五年（1916年），林番薯、李弄、陳港、林裕、孫喜、董丁進、陳標基等人再次修廟。在皇民化運動期間，因故荒廢。
二次大戰後，甲內人李案子倡修，將二王廟從二王崙遷到甲內聚落內重建。工程於民國卅八年（1949年）9月24日動土，11月18日上樑。民國四十三年（1954年）完工後，民國四十六年（1957年）舉行祈安建醮大典。之後在民國五十七年（1968年）、七十七年（1988年）又有重修。

## 祀神
二王廟除了供奉鄭府二王爺（鄭府二千歲）與關聖帝君外，還供奉有開臺聖王（大王）、鄭府三千歲（三王）、清水祖師、普庵祖師、三彭祖師、天上聖母、觀音菩薩、田都元帥、中壇元帥、關平太子、周倉將軍、註生娘娘、福德正神、謝范將軍、八家將大神與虎爺。

### 二王
根據《臺灣省臺南縣市寺廟大觀》（1963年）的記載，二王爺的身分有三種說法。一是鄭經，據說他在1681年騎馬到甲內附近時，突然暈厥墜馬，後來病逝，後人遂建祠奉祀稱二王爺。二是鄭成功之弟，傳說他隨鄭成功來臺時，因嘉義地區有賊匪生事，乃前往討伐，追擊到二王崙時落馬而死，後人乃建廟供奉。三是認為二王爺其實是兩個人，分別是鄭成功四子鄭睿與十子鄭發，兩人來臺後未娶妻就去世（現存其墓「藩府二鄭公子墓」），之後顯靈保佑民眾，遂建廟奉祀。今多採鄭經之說。
此外也有說法認為「二王」其實是指武王鄭成功與文王鄭經的合稱，蔡相煇〈二王廟與鄭成功父子陵寢〉（1984年）一文便提到鄭經死後與鄭成功合葬，故稱二王。戴文鋒《永康的歷史遺跡與民間信仰文化》從此說，認為二王廟原本是主祀「文、武二王」之廟，後人誤以為「二王」是指排序，所以主祀神變成只剩鄭經。

## 宗教活動
二王廟的關聖帝君壽誕是在農曆五月十三日，二王爺壽誕則是在五月十五日。在二王爺壽誕前，依二王爺旨意繪在壽誕三天前舉行「三日遊」或「一日遊」的夜巡遶境，且因兩尊主神壽誕接近，通常會一起出轎遶境。1980年代之後改成三年一巡（日巡），2010年才依神明旨意恢復夜巡。
友宮及交陪境：
永康大灣廣護宮、永康大灣國聖宮、永康蜈蜞潭開天宮、永康蔦松三老爺宮、永康埔羌頭保生宮、永康玉令慈后宮、永康蓖麻園聖龍宮、永康角秀代天府南天宮、永康埔仔慈聖宮、永康玉龍堂、永康大橋代天府進安宮、永康土虱堀五王府、永康南海聖海宮、全臺祀典大天后宮、府城鄭成功祖廟、府城米街忠澤堂、六合境全臺開基永華宮、永康玉㫖玉天宮、關廟天后宮、永康二路元帥廟

## 傳說
傳說在清朝末年時，二王廟所在的二王崙周邊都是大榕樹，要到甲內只能從二王廟旁的小徑（相當於今之永二街）進出。當時有一群盜賊橫行，且會故意放出預告給要搶劫的聚落。甲內的居民某日得知三天後將遭盜賊侵襲，因治安敗壞無法寄望於官府，只得向二王爺祈求保佑。而就在盜賊預告的當天，這群盜賊到了二王崙之後卻找不到路，傳說這是二王爺顯靈，讓周遭的榕樹枝條擋住小徑，也包圍住甲內，使盜賊鎩羽而歸。

## [7]其他
過去二王廟舊址旁邊有「菜豆市」，市場邊有個小販賣的粽子很有名。據說二次大戰時要到南洋當軍伕的人會在菜豆市集合，出發前每人發給一顆肉粽。當地有諺語「送啊送，送去二王吃肉粽」，一說指的是被拉去從軍的事，另一說是指送去墳場。

## 外部連結
- 二王廟的Facebook專頁